# Transferências mais caras do futebol espanhol
Esta é uma lista das transferências mais caras do futebol espanhol. O Real Madrid e  Barcelona são protagonistas de nove das dez maiores transferências. O português João Félix é o jogador mais caro do futebol espanhol, tendo sido comprado pelo Atlético de Madrid ao Benfica por 126 milhões de euros.

## Lista das transferências
|    | Jogador            | De                   | Para               | Custo (milhões de €) | Ano  |
| -- | ------------------ | -------------------- | ------------------ | -------------------- | ---- |
| 1  | João Félix         | Benfica              | Atlético de Madrid | 126                  | 2019 |
| 2  | Philippe Coutinho  | Liverpool            | Barcelona          | 120                  | 2018 |
| 3  | Ousmane Dembélé    | Borussia Dortmund    | Barcelona          | 105                  | 2017 |
| 4  | Gareth Bale        | Tottenham Hotspur    | Real Madrid        | 100                  | 2013 |
| 5  | Cristiano Ronaldo  | Manchester United    | Real Madrid        | 94                   | 2009 |
| 6  | Neymar             | Santos               | Barcelona          | 87                   | 2013 |
| 7  | Luis Suárez        | Liverpool            | Barcelona          | 81                   | 2014 |
| 8  | James Rodríguez    | AS Monaco            | Real Madrid        | 75                   | 2014 |
| 9  | Zlatan Ibrahimović | Internazionale       | Barcelona          | 74,2                 | 2009 |
| 10 | Thomas Lemar       | AS Monaco            | Atlético de Madrid | 70                   | 2018 |
| 11 | Kaká               | Milan                | Real Madrid        | 67,2                 | 2009 |
| 12 | Diego Costa        | Chelsea              | Atlético de Madrid | 66                   | 2018 |
| 13 | Luís Figo          | Barcelona            | Real Madrid        | 58,5                 | 2000 |
| 14 | Vinícius Júnior    | Flamengo             | Real Madrid        | 46                   | 2017 |
| 15 | Rodrygo            | Santos               | Real Madrid        | 45                   | 2018 |
| 16 | Ronaldo            | Internazionale       | Real Madrid        | 43,0                 | 2002 |
| 17 | Malcom             | Bordeaux             | Barcelona          | 41                   | 2018 |
| 18 | Gonçalo Guedes     | PSG                  | Valencia           | 40                   | 2018 |
| 18 | Cesc Fàbregas      | Arsenal              | Barcelona          | 40                   | 2010 |
| 18 | David Villa        | Valencia             | Barcelona          | 40                   | 2010 |
| 18 | Radamel Falcao     | FC Porto             | Atlético de Madrid | 40                   | 2011 |
| 18 | Paulinho           | Guangzhou Evergrande | Barcelona          | 40                   | 2018 |
| 23 | Zinedine Zidane    | Juventus             | Real Madrid        | 39,6                 | 2000 |
| 24 | Xabi Alonso        | Liverpool            | Real Madrid        | 39,4                 | 2009 |
| 25 | Daniel Alves       | Sevilla              | Barcelona          | 38,2                 | 2008 |
| 26 | David Beckham      | Manchester United    | Real Madrid        | 37,5                 | 2003 |
| 27 | Alexis Sánchez     | Udinese              | Barcelona          | 37                   | 2011 |
| 27 | Jackson Martínez   | FC Porto             | Atlético de Madrid | 37                   | 2015 |
| 27 | André Gomes        | Valencia             | Barcelona          | 37                   | 2016 |
| 30 | Arjen Robben       | Chelsea              | Real Madrid        | 36,9                 | 2007 |
| 31 | Vitolo             | Sevilla              | Atlético de Madrid | 36                   | 2017 |
| 32 | Javier Saviola     | River Plate          | Barcelona          | 35,9                 | 2001 |
| 32 | Clément Lenglet    | Sevilla              | Barcelona          | 35,9                 | 2018 |
| 34 | Nicolas Anelka     | Arsenal              | Real Madrid        | 35,4                 | 1999 |
| 35 | Karim Benzema      | Lyon                 | Real Madrid        | 35                   | 2009 |
| 35 | Luka Modrić        | Tottenham Hotspur    | Real Madrid        | 35                   | 2012 |
| 35 | Mateo Kovacic      | Internazionale       | Real Madrid        | 35                   | 2015 |
| 35 | Thibaut Courtois   | Chelsea              | Real Madrid        | 35                   | 2018 |
| 39 | Arda Turan         | Atlético de Madrid   | Barcelona          | 34                   | 2015 |
| 40 | Denílson           | São Paulo            | Real Betis         | 33,2                 | 1998 |
| 41 | Asier Illarramendi | Real Sociedad        | Real Madrid        | 32                   | 2013 |
| 41 | Iñigo Martinez     | Real Sociedad        | Athletic Bilbao    | 32                   | 2017 |
| 43 | Danilo             | FC Porto             | Real Madrid        | 31,5                 | 2016 |
| 44 | Arthur             | Grêmio               | Barcelona          | 31                   | 2018 |
| 45 | Nélson Semedo      | Benfica              | Barcelona          | 30,5                 | 2017 |
| 46 | Pepe               | FC Porto             | Real Madrid        | 30                   | 2007 |
| 46 | Fábio Coentrão     | Benfica              | Real Madrid        | 30                   | 2011 |
| 46 | Isco               | Málaga               | Real Madrid        | 30                   | 2013 |
| 46 | Antoine Griezmann  | Real Sociedad        | Atlético de Madrid | 30                   | 2014 |
| 46 | Rodrigo            | Benfica              | Valencia           | 30                   | 2015 |
| 46 | Kévin Gameiro      | Sevilla              | Atlético de Madrid | 30                   | 2016 |
| 46 | Álvaro Morata      | Juventus             | Real Madrid        | 30                   | 2016 |
| 46 | Theo Hernandez     | Atlético de Madrid   | Real Madrid        | 30                   | 2017 |
| 46 | Álvaro Odriozola   | Real Sociedad        | Real Madrid        | 30                   | 2018 |
| 55 | Álvaro Negredo     | Manchester City      | Valencia           | 28                   | 2015 |
| 56 | Sergio Ramos       | Sevilla              | Real Madrid        | 27,6                 | 2005 |
| 57 | Wesley Sneijder    | Ajax                 | Real Madrid        | 27,4                 | 2007 |
| 58 | Ángel di María     | Benfica              | Real Madrid        | 25,7                 | 2010 |
| 59 | Robinho            | Santos               | Real Madrid        | 25,2                 | 2005 |
| 60 | Samuel Umtiti      | Lyon                 | Barcelona          | 25                   | 2016 |
| 60 | Nicolas Gaitán     | Benfica              | Atlético de Madrid | 25                   | 2016 |
| 60 | Geoffrey Kondogbia | Internazionale       | Valencia           | 25                   | 2018 |
| 63 | Samuel Eto'o       | Mallorca             | Barcelona          | 24,5                 | 2004 |
| 63 | Thierry Henry      | Arsenal              | Barcelona          | 24,5                 | 2004 |